# Idioma o'odham
El o'odham —también llamado pápago-pima, por los nombres de dos pueblos indígenas cuyos dialectos son parecidos, los pápago y los pima—, es una lengua uto-azteca hablada por indígenas del estado de Arizona, en Estados Unidos, y Sonora, en México. Posee unos doce mil hablantes en territorio estadounidense y unas cuantas centenas en el territorio mexicano, donde está considerada como una lengua cercana a la extinción. Según el censo del 2000 de los EE. UU. y otras encuestas lingüísticas, el o'odham es la sexta lengua indígena con el mayor número de hablantes, después del navajo, el dakota, el yupik, el cheroqui, y el apache occidental. 
O'odham ñiok (escrito en ocasiones o'odham ñeok) es la designación nativa de esta lengua, donde ñiok es la palabra que designa lengua o habla, mientras que o'odham es el autónimo con el que se llaman a sí mismos.

## Clasificación
Según el Ethnologue la clasificación del ohodham es:
- Lenguas uto-aztecas
  - Uto-aztecas del sur
    - Lenguas tepimanas
      - Idioma o'odham

## Estatus oficial
Esta lengua junto con todas las lenguas indígenas de México y el español fueron reconocidas como "lenguas nacionales" debido a la Ley General de Derechos Lingüísticos de los Pueblos Indígenas promulgada y publicada en el año 2003.

## Fonología

### Vocales
El pima tiene cinco vocales, además distingue entre vocales largas y breves.
|         | Anterior | Central | Posterior |
| ------- | -------- | ------- | --------- |
| Cerrada | i        | ɨ       | u         |
| Media   |          |         | o         |
| Abierta |          | a       |           |

### Consonantes
El inventario de consonantes del o'odham incluye:
|                 | Labial | Labial | Alveolar | Alveolar | postalv. palatal | postalv. palatal | Velar | Velar | Glotal | Glotal |
| --------------- | ------ | ------ | -------- | -------- | ---------------- | ---------------- | ----- | ----- | ------ | ------ |
| oclusiva sorda  | p      | p      | t        | t        |                  |                  | k     | k     | ʔ      | ʔ      |
| oclusiva sonora | b      | b      | d        | d        | ʒ                | ʒ                | g     | g     |        |        |
| africada        |        |        |          |          | tʃ               | tʃ               |       |       |        |        |
| fricativa       | v      | v      | s        | s        | ʃ                | ʃ                |       |       | h      | h      |
| líquida         |        |        | l        | l        |                  |                  |       |       |        |        |
| nasal           | m      | m      | n        | n        | ɲ                | ɲ                |       |       |        |        |
| semiconsonante  | w      | w      |          |          |                  |                  | j     | j     |        |        |